# عضلة زندية باسطة للرسغ
العضلة الزندية الباسطة للرسغ (Extensor carpi ulnaris muscle) هي في علم تشريح الإنسان، أحد عضلات الطرف العلوي.